# Łukijiwka
Łukijiwka (ukr. Лукіївка) – wieś na Ukrainie, w obwodzie dniepropetrowskim, w rejonie nikopolskim, w hromadzie Perszotrawnewe. W 2001 liczyła 625 mieszkańców.